# Préfecture de Cinkassé
La préfecture de Cinkassé est une préfecture du Togo, dans la région des Savanes,. Elle compte 78 592 habitants en 2010,. Son chef-lieu est la ville de Cinkassé.
La préfecture a été instituée le 26 novembre 2009 par l'assemblée nationale.